# Mennica Wenezueli
Mennica Wenezueli (hiszp. La Casa de la Moneda de Venezuela) jest instytucją głównego zarządzania zależną od Banku Centralnego Wenezueli, odpowiedzialną za wybicie monet i drukowanie banknotów na prawny środek płatniczy w Wenezueli. Zajmuje się również produkcją cennych przedmiotów, jak znaczki pocztowe, znaczki podatkowe, papier stemplowy. Jej funkcjonowanie jest określone w prawnych dyspozycjach Banku Centralnego, aby wydawać banknoty i monety. Jest także miejscem, gdzie są przechowywane rezerwy międzynarodowe państwa.
Instytucja jest odpowiedzialna za istnienie wystarczających środków płatniczych w kraju do utrzymania funkcjonowania gospodarki narodowej. Posiada charakter ogólnego zarządu Banku Centralnego Wenezueli z rangą wiceprezydenta.
Swoje pochodzenie datuje na epokę kolonialną, kiedy mennica z siedzibą w Caracas zaczęła produkować monety dla ówczesnej prowincji około 1802 roku. Dzisiaj ma swoją siedzibę w Hacienda La Placera w Maracay.

## Historia

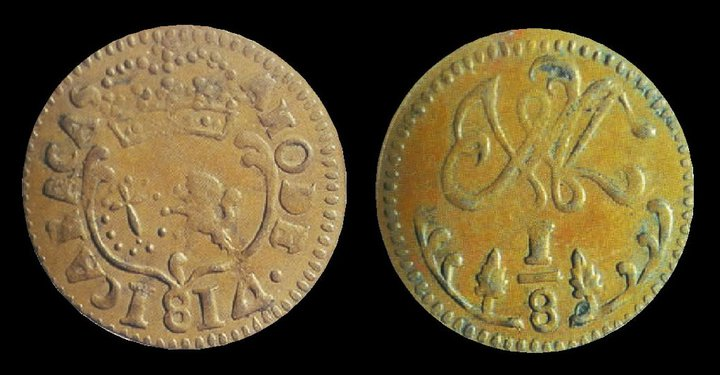
1 octavo de Real de Peso Fuerte CCS (Ochava) 1814

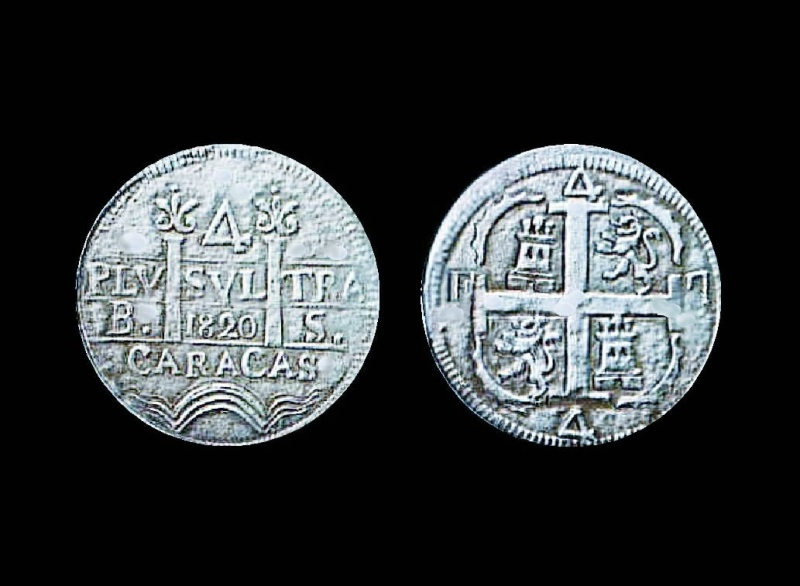
Monety o nominale czterech reali, wyprodukowane w Królewskiej Mennicy w 1820 roku

### Okres kolonialny
Produkowanie monet w Wenezueli zostało zainicjowane na początku dziewiętnastego wieku, w okresie Kapitanatu Generalnego Wenezueli. Kapitan Generalny Manuel de Guevara y Vasconcelos zarządził z myślą o centralizacji eliminację żetonów, które handlowcy samodzielnie fabrykowali, by sfinalizować swoje transakcje. 12 czerwca 1802 roku powstała Mennica Królewska w Caracas, która rozpoczęła bicie monet miedzianych bez znaku menniczego, jako jedyna kolonia. Od 1810 roku mennica biła zarówno srebrne monety o nominale 1 i 2 reale, jak i miedziane o nominale ½ i ¼ reala.

### Okres niepodległościowy
W czasie wojny o niepodległość placówka wielokrotnie przechodziła z rąk do rąk między rojalistami a patriotami. Instytut był utrzymywany przez republikańskich patriotów aż do ofensywy rojalistów w 1814 roku. Ówczesny intendent zlecił Felipe de Llaguno dalszą emisję monet, ale w 1815 roku rojalista Pablo Morillo nakazał zamknięcie działalności. Jednak w następnym roku rozkaz królewski zadekretował jej ponowne otwarcie z dniem 1 października 1816. Tymczasem w różnych miejscowościach kraju utrzymywanych przez patriotów emitowano nieoficjalne monety na użytek zwolenników niepodległości.
Ostateczny triumf patriotów i powstanie Wielkiej Kolumbii oznaczało boom na emisję monet w Bogocie, Popayán i Caracas. Mennictwo w Caracas w latach 1821–1823 polegało na biciu monet o nominale dwóch reali i cuartillo. Pojawiły się jednak trudności w dostarczaniu surowców metalowych do wyrobów oraz dystrybucji, tak że Carlos Soublette, ówczesny Intendent Wenezueli, nakazał jej zamknięcie 31 stycznia 1823 roku z powodu niedoboru metali szlachetnych do bicia.

### Okres republikański
Przez następne sześć lat, aby zaspokoić popyt, używano ponownie zapieczętowanych monet kolonialnych. Trudności trwały nadal w 1828 roku, więc Junta de Arbitrios postanowiła bić monety o niskim nominale w ilości niezbędnej dla finansów. W związku z tym 14 sierpnia 1829 roku ponownie otwarto mennice i zadekretowano produkcję czterdziestu tysięcy pesos w quartos de real macuquinos. Jednak 5 lipca 1830 roku kongres zgodził się na zamknięcie placówki na dobre. Po rozpadzie Wielkiej Kolumbii obieg monet wzrastał aż do 1843 rok, kiedy to monety narodowe zaczęto produkować w fabrykach za granicą.
Kilkadziesiąt lat później, w 1885 roku, generał Antonio Guzmán Blanco podpisał w Londynie umowę z Miguelem Tejerą na zainstalowanie nowej mennicy, która miała mieć siedzibę w Caracas lub La Guaira, a której surowcem miało być złoto wydobywanie w kopalniach Guayany. Tejera przekazał koncesję francuskiej firmie C.A. La Monnaie, która była związana z grupą biznesową braci Péreire. Umowa, ważna przez 20 lat, przewidywała, że nowy instytut powinien wybić cztery miliony boliwarów w złocie i srebrze. Nowa mennica została zainaugurowana przez Guzmána Blanco 16 października 1886 roku i mieściła się przy Esquina El Cuño. Rząd stał się nadzorcą bicia monet poprzez Inspektora Krajowego w Pancho. Podobno, gdy Inspektor pokazał Prezydentowi kopię pierwszych złotych monet wyprodukowanych przez tę Izbę, ten wykrzyknął: “Jakie piękne, Pancho!” stąd przydomek nadany tym monetom.
W październiku tegoż roku obcą walutę uznano za towar i zakazano jej importu, a także zarządzono, że banknoty, emitowane przez Bank Komercjalny i Banco de Carabobo powinny być przyjmowane we wszystkich krajowych urzędach i nadal krążyć po wartości ustalonej przez rynek, środki, które umożliwiały Wenezueli posiadanie własnego systemu monetarnego. W 1887 roku Kongres uchwalił przepisy zastrzegające sobie prawo do określenia liczby monet przeznaczonych do obiegu. Izba odnotowała jednak nadwyżkę w mennictwie, przekraczająca ustaloną kwotę, co doprowadziło do zachwiania równowagi w finansach. Protest kupców do urzędującego prezydenta Hermógenesa Lópeza spowodował, że Kongres nakazał wstrzymanie działalności menniczej Casa. Placówka została zlikwidowana z powodu nieporozumień z firmą La Monnaie, ale w 1890 roku rząd nabył pomieszczenia La Casa i stał się odpowiedzialny za pieczęć narodową. Od tego roku monety wenezuelskie były ponownie produkowane za granicą.

### Okres współczesny
Idea własnej mennicy Wenezueli została podjęta ponownie w 1983 roku, w celu zwiększenia stopnia autonomii kraju w dostarczaniu środków płatniczych. Władze Banku Centralnego Wenezueli nabyły obok swojej siedziby w Caracas działkę o powierzchni 10 367 m², na której miała powstać fabryka, w miejscu, gdzie obecnie znajduje się Plaza Juan Pedro López. Mennica Brazylijska została zakontraktowana do przeprowadzenia studiów wykonalności i realizacji. W związku z pozytywnymi wynikami, Bank Centralny zatwierdził projekt. Kwatera główna została przeniesiona do Hacienda La Placera na obrzeżach Maracuay ze względów strategicznych związanych z dostępnością i bliskością portów La Guaira i Puerto Cabello. Budowę kompleksu rozpoczęto w 1989 roku, a działalność operacyjną rozpoczęto we wrześniu 1999 roku. Wenezuelska mennica zatrudnia ponad 600 pracowników.